# Maria Șalaru
Maria Șalaru (n. 5 iulie, Deleni, județul Iași) este o solistă de muzică populară din România, zona Moldovei.

## Biografie
Maria Șalaru s-a născut în satul Deleni, județul Iași, fiind cel mai mare dintre cei șapte copii ai meșterului pietrar Ilie și al Catincăi Șalaru. A urmat școala generală din satul Deleni. A continuat studiile la liceul de cultură generală „Petru Rareș” din Hârlău. S-a făcut remarcată ca solistă de numai 17 ani  în cadrul ansamblul folcloric de amatori „Corăgheasca” înființat  de Constantin Zamfir. În anul 1975 face primele înregistrări cu orchestra ansamblului, la Radio Iași. În același an realizează și prima filmare în cadrul filmului folcloric Pe Bahlui în sus regizat de Ioan Filip și realizat de Televiziunea Română. Începe o colaborare cu ansamblul  de amatori Plaiuri cotnărene de la Cotnari cu care face un turneu în Franța și Elveția.
A reprezentat  județul Iași  la numeroase festivaluri și concursuri de gen la care a obținut  numeroase diplome și premii. În anul 1980 participă la festivalul „Toamna muzicală băcăuană” unde obține premiul I. George Sârbu, pe atunci dirijorul orchestrei Plaiurile Bistriței îi propune o colaborare. A absolvit Școala Populară de Artă (canto popular și pian) din Bacău. În aceeași perioadă face și înregistrări cu orchestra profesionistă de la Bacău pentru Radio Iași. Continuă să colaboreze cu orchestra Plaiurile Bistriței unde i-a avut drept modele de urmat pe Anton Achiței, Mariana Lungu, Vasile Maxim. A cântat alături de mari artiști ai scenei românești, participând la turnee, spectacole și filmări pentru emisiunea Tezaur Folcloric. Tot în 1980 înregistrează zece piese cu Orchestra Națională Radio, dirijată de maestrul Ioan Cobâlă.
Continuă studiile pedagogice și muzicale în cadrul universității „Dimitrie Cantemir”. Actualmente, este profesorară la Școala de Arte și meserii din Bacău, clasa Canto popular, cu succese notabile în pregătirea copiilor și tinerilor în arta interpretativă a cântecului popular.

## Discografie
- Din Deleni pân’ la Sascut, (Electrecord),
- Așa o vrut Dumnezău, (Nord Star SRL, 1999)
- Drag mi-i chipul mamei mele, (Oltenia Star Music Production, 2003)
- Bobocei de cântec românesc, vol. 1-2, (Oltenia Star Music Production, 2004)
- Leagănul Domnului, (Trinitas, 2004)
- În dar de ziua ta, (Roton, 2005)
- Colinde, colinde, (Roton, 2005)
- Lacrimile lui Iisus-  pascale  pricesne, (Trinitas, 2010)
- La furat de mere dulci, (Spiros- Galați, 2010)
- Maica nesecat izvor, (Spiros- Galați, 2010)
- Pot omule, iaca pot cu orchestra Lăutarii din Chișinău " (Roton 2013)
- Veniți românași acasa cu orchestra Barbu Lautaru dirijor Mihai Verhoveschi ( Roton 2022)

## Premii
- Premiul I la Toamna muzicală băcăuană, (1980)
- Locul I la Festivalului Național Cântarea României, (1980)
- Premiul publicului si trofeul la "Gala femeilor de succes din Romania "